# Anna Catharina Slicher
Anna Catharina Slicher (Den Haag, 13 februari 1739 – aldaar, 12 januari 1827) was een Nederlands dichteres.

## Familie
Slicher, lid van de familie Slicher, was een dochter van Wigbold Slicher (1714-1790), raadsman van het Hof van Holland, en Hester Erckenraet Roseboom (1715-1749). Na de dood van haar moeder hertrouwde haar vader met Dina Henriette Backer (1723-1801). Ze groeide op in een gezin van acht kinderen. Ze bleef ongehuwd.

## Werken
In 1782 werd ze gevraagd om plaats te nemen als honorair lid in het Haagse genootschap Kunstliefde Spaart Geen Vlijt. Haar eerst bekende werk danken we aan deze benoeming, namelijk haar dankdicht aan de bestuurders van dit genootschap. Ze publiceerde in 1786 haar eerste bundel, Weegschaal van het waare- en schijnvermaak, terwijl ze verder publiceerde in de bundels van het genootschap. Een jaar later publiceerde ze het lange gedicht De vriendschap. Na het overlijden van haar vader in 1790 schreef ze een rouwdicht: Aan mijne maagschap.